# Meia Praia (Itapema)

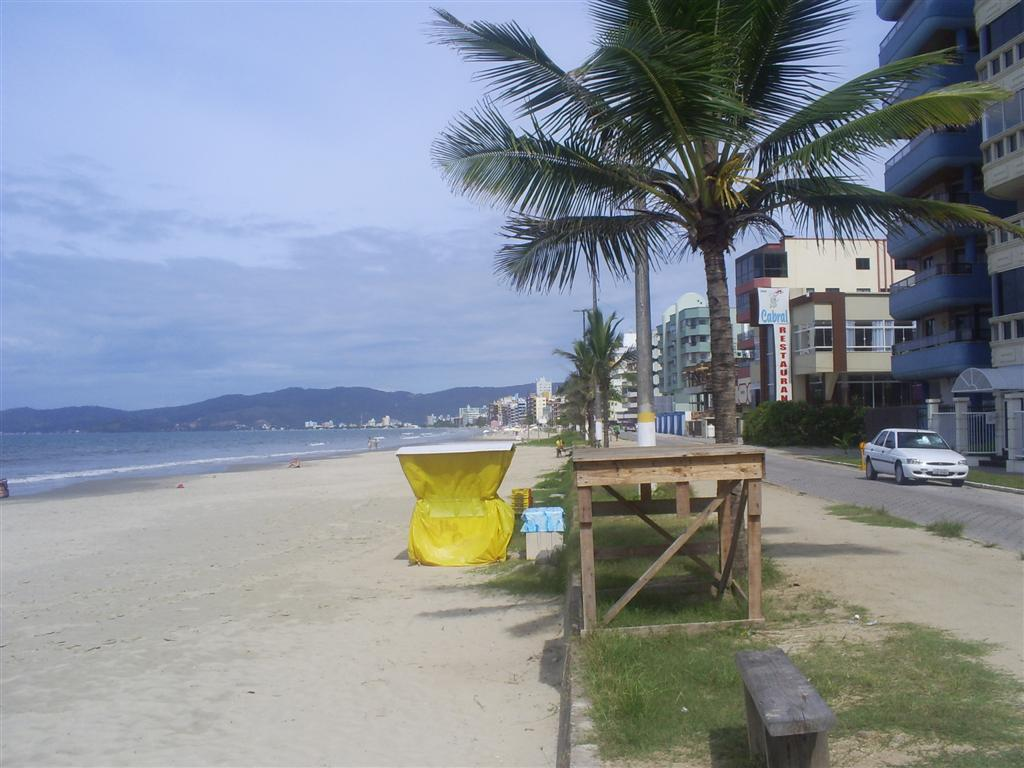
Meia Praia.

A Meia Praia é uma praia localizada na cidade de Itapema, no estado brasileiro de Santa Catarina. É uma região que está situada na zona sul da cidade. Com praia extensa e bela vista atrai a todo verão milhares de turistas que lotam o bairro. Possui completa infra-estrutura com bancos, supermercados, shopping centers, bares e restaurantes, livrarias e igrejas.
Em 2008, o Governo Municipal, em parceria com o Federal, iniciou no bairro a construção do Parque Linear Calçadão que ordenou e reurbanizou a praia, garantindo mais espaço de lazer para moradores e turistas.